# Giovanni Livraghi
Pour les articles homonymes, voir Livraghi.
Giovanni Livraghi (Milan, 18? - Bologne, 8 août 1849), fut un patriote italien du XIXe siècle, qui participa, aux côtés de Giuseppe Garibaldi, aux diverses entreprises menées pour l'indépendance de l'Italie par le héros des deux mondes.

## Biographie
Giovanni Livraghi faisait partie de la légion italienne créée par Garibaldi à Montevideo en 1843 et participa, par la suite, à la défense de la République romaine (1849).
Capturé par les Autrichiens à Comacchio le 2 août 1849 en même temps qu'Ugo Bassi, il fut transféré à Bologne le soir du 7 août. Considéré déserteur, en tant que Milanais et donc à l'époque sujet autrichien, il fut fusillé avec empressement le 8 août 1849.

« Ugo Bassi fut aussi arrêté, et fusillé avec Levré, un (aussi) des miens à Montevideo, valeureux et sympathique milanais »

— G. Garibaldi, Memoires autobiographique,deuxième période, chap. IX

## Représentations dans l'art
- Au cinéma, 
  - La Fusillade d'Ugo Bassi et du garibaldien Giovanni Livraghi (1911)
  - Interprété par Luca Barbareschi dans le film Au nom du peuple souverain de Luigi Magni.

## Sources
- (it) Cet article est partiellement ou en totalité issu de l’article de Wikipédia en italien intitulé « Giovanni Livraghi » (voir la liste des auteurs).